# Intento de asesinato de Evo Morales
El supuesto intento de asesinato de Evo Morales fue un incidente ocurrido el 27 de octubre de 2024 en la Ruta Nacional 4, entre las localidades de Villa Tunari y Lauca Eñe en el departamento de Cochabamba. La versión de Evo Morales es que él junto a otras 2 personas que estaban en una camioneta, habrían recibido 14 disparos de un grupo desconocido que los perseguía. La versión del gobierno de Luis Arce difiere totalmente pues afirmaron que se trató de un montaje en el que los disparos más bien provinieron de los escoltas del expresidente, quienes habrían disparado contra personal del control antidrogas.

## Cronología

### Antecedentes
El expresidente de Bolivia Evo Morales Ayma y el actual presidente de Bolivia Luis Arce Catacora estuvieron bajo una disputa y conflicto interno dentro del partido del Movimiento al Socialismo, entre las facciones de «evistas» y «arcistas», este conflicto escaló luego de la ratificación por parte del Ministerio de Justicia y del Tribunal Constitucional Plurinacional en el que se declaraba que Evo Morales no puede y no podrá ser reelecto a presidencia, según la sentencia 1010/2023 en la que se declara que «el presidente y el vicepresidente en Bolivia solo pueden ejercer su mandato por dos periodos continuos o discontinuos». Esto teniendo un mayor impacto debido a las elecciones presidenciales de 2025 que estaban a poco de iniciar, a las que Evo Morales buscaba postularse y ser reelegido como presidente por cuarta vez.
Junto a la anulación a reelección, el expresidente estaba aún dentro de «un proceso abierto e investigación en curso», presuntamente por haber sido parte de un caso de abuso de menores y estupro contra una menor de 15 años de edad en 2015, de la cual, tendría una hija, siendo el padre del recién nacido, según el certificado de nacimiento, Evo Morales. Aunque la primera investigación y proceso fueron destituidos debido a «falta de pruebas», en 2019 y 2020, durante la presidencia interina de Jeanine Añez, la investigación y proceso fueron reabiertos, pero no se logró demostrar a Morales como culpable. En 2024, la fiscalía del departamento de Tarija realizó una orden de arresto contra el expresidente boliviano, bajo los cargos de abuso sexual infantil, estupro y trata de personas; al momento en el que Evo Morales, junto a los padres de la menor de edad, tenían que declarar frente a un juzgado, ninguno de ellos se presentó. Evo Morales justificó su ausencia frente al jurado debido a que ellos «no contaban con la aprobación de un juez de garantías.»

## Reacciones

### Internacionales

#### Venezuela
- El Gobierno Venezolano mostraría su repudio ante el atentado ocurrido en dos mensajes mandados en su canal de Telegram los cuales decían:[10][11]

"La República Bolivariana de Venezuela, repudia el atentado perpetrado contra el expresidente Evo Morales, registrado en el Trópico de Cochabamba cuando se dirigía a realizar actividades en su agenda de trabajo".

 "Este aborrecible hecho constituye un acto de violencia fascista que busca inocular la violencia y el odio político en la sociedad boliviana". 

De igual manera, el "presidente" venezolano Nicolás Maduro mandaría su apoyo a Evo Morales con el siguiente mensaje:

 "Confío en que Bolivia, la hija predilecta del libertador Simón Bolívar, y sus instituciones, investigarán con profundidad y darán con los responsables". - Nicolás Maduro.

#### Cuba
- El canciller de Cuba, Bruno Rodríguez también se sumaria al apoyo a Evo Morales frente a lo ocurrido con el siguiente mensaje en la red social X (antes Twitter)[13]

"Rechazamos el intento de asesinato del hermano Evo Morales, expresidente de Bolivia, cobarde agresión a la paz y la estabilidad", escribió el funcionario.

#### Honduras
- La Mandataria Hondureña Xiomara Castro, hizo eco de su apoyo a Evo y a Bolivia ante el reciente suceso, que nombró como un "violento atentado" y a la vez sugirió a las autoridades bolivianas una "urgente tomar medidas para garantizar su seguridad", de cara al comienzo de las investigaciones.[14]

#### Organización de Estados Americanos
- El secretario general de la Organización de los Estados Americanos (OEA), Luis Almagro, hablaría del intento de magnicidio ante Evo Morales , sentenciándolo y asegurando que "la violencia no tiene lugar ni justificación en la política o por extensión en nuestras sociedades , respaldando la investigación más a fondo de suceso.[15]

#### Colombia
- El presidente de Colombia, Gustavo Petro, de igual manera mandaría su apoyo al expresidente boliviano donde tacharía el atentado como una "provocación fascista" en su cuenta de X (Twitter) de esta manera:[16][17]

"Toda mi solidaridad a Evo, el fascismo asciende en toda América Latina. Ya no es solo la eliminación juridica, ahora pasan a lo de siempre: la eliminación física de quienes piensan diferente.
La decisión de las derechas de romper el pacto democrático, pone en peligro las decisiones del voto popular.
El tiempo que vivimos, por la policrisis mundial del capital y la humanidad, es un tiempo en donde hay que tomar posiciones y con firmeza llevar a la democracia real y global".

#### Otras
- La expresidenta Argentina Cristina Fernández publicaría el siguiente mensaje en X anunciando su Solidaridad frente al atentado[18]

"Toda mi solidaridad con el ex Presidente del Estado Plurinacional de Bolivia "Evo Morales" ante el criminal atentado que sufriera en el día de la fecha. Y un pedido al actual gobierno para que adopte todas las medidas necesarias para garantizar su seguridad e integridad física".

### Nacionales
- El presidente boliviano Luis Arce comunicaría por sus redes sociales lo siguiente:[19]

"El ejercicio de cualquier práctica violenta en la política debe ser condenada y esclarecida. No es con la búsqueda de muertos que se resuelven los problemas ni con especulaciones tendenciosas".

Posteriormente añadió que:  

"Ante la denuncia del expresidente Morales de un presunto atentado contra su vida se instruye una inmediata y minuciosa investigación para esclarecer este hecho".

- Tiempo después, el ministro boliviano Eduardo del Castillo acusó a Evo Morales de "fabricar su intento de magnicidio"[20] con un mensaje que decía:

"Señor Morales, nadie le cree el teatro que ha realizado, pero usted va a tener que responder a la Justicia boliviana por el delito de asesinato en grado de tentativa. Esta denuncia ya ha sido presentada el día de ayer por los miembros de la Policía boliviana".

- El viceministro de seguridad ciudadana Roberto Ríos aseguro que las autoridades investigaran el hecho, aunque no descarta las posibilidades de que haya sido un "autoatentado"[21]

## Aumento de tensiones sociales y marchas

### Bloqueos de carreteras
Luego del supuesto "atentado" denunciado por Evo Morales, varios militantes y seguidores suyos en forma de protesta empezarían a cerrar y bloquear vías entre el 13 de octubre (antes del atentado)hasta el 31 del mismo mes (pico máximo entre el 27-30 de octubre, fechas de tensión máxima debido al intento de asesinato contra Morales), en el departamento de Cochabamba y ciertas ciudades de La Paz , los cuales causarían una escases de alimentos, perdidas económicas, disturbios con la policía (66 manifestantes detenidos), de igual manera provocaría que parte de la población tuviera que hacer grandes colas con el fin de comprar gasolina y víveres para el hogar.

### Toma del Aeropuerto de Chimoré
El 28 de Octubre, se reportaría la toma del Aeropuerto de Chimoré el cual se ubica cerca a Villa Tunari (lugar del atentado) por parte de los manifestantes evistas. Pasada unas horas, Naabol (Navegación Aérea y Aeropuertos Bolivianos) denunciaría el suceso frente a las autoridades

### Huelga de hambre
El 1 de noviembre, Evo Morales pide a sus seguidores parar temporalmente con los bloqueos de carreteras y empezar una huelga de hambre en forma de protesta contra el Gobierno, exigiendo dialogar con el presidente tras su atentado, la crisis medioambiental (por los Incendios forestales en Bolivia de 2024), la crisis judicial, la desigualdad social y otros temas que están provocando el actual "conflicto" y las marchas en Bolivia.